# Kanton Sarcelles-Nord-Est
Der Kanton Sarcelles-Nord-Est war von 1964 bis 2015 ein französischer Wahlkreis im Arrondissement Sarcelles, im Département Val-d’Oise und in der Region Île-de-France. Er bestand aus einem Teil der Stadt Sarcelles.

## Bevölkerungsentwicklung
| 1990   | 1999   | 2006   | 2011   |
| ------ | ------ | ------ | ------ |
| 27.709 | 28.811 | 29.307 | 29.681 |